# 法兰西堡
法兰西堡（法語：Fort-de-France，法語發音：[fɔʁ də fʁɑ̃s] ⓘ），法国海外省马提尼克的一个市镇，同时也是该省的省会，下辖法兰西堡区，其市镇面积为44.21平方公里，2022年1月1日时人口数量为75,165人，是该省人口最多的城市，在法国城市中排名第60位。
法兰西堡位于马提尼克西南部，加勒比海滨，其附近的海湾亦以之命名。法兰西堡是马提尼克的首府，是该岛的政治、军事、科教和文化中心，其附近建有马提尼克艾梅·塞泽尔国际机场，可直通法国本土以及小安的列斯群岛地区的主要城市。

## 地名来源
“Fort-de-France”一名自1802年起被拿破仑设定为该地的官方名称，其中“France”一名可能出自法兰西第一共和国，“Fort”则与当地的城塞有关。在此之前，法兰西堡曾被称为“Fort-Royal”，法国大革命期间则一度更名为“Fort-de-la-République”及“République-Ville”。

## 历史

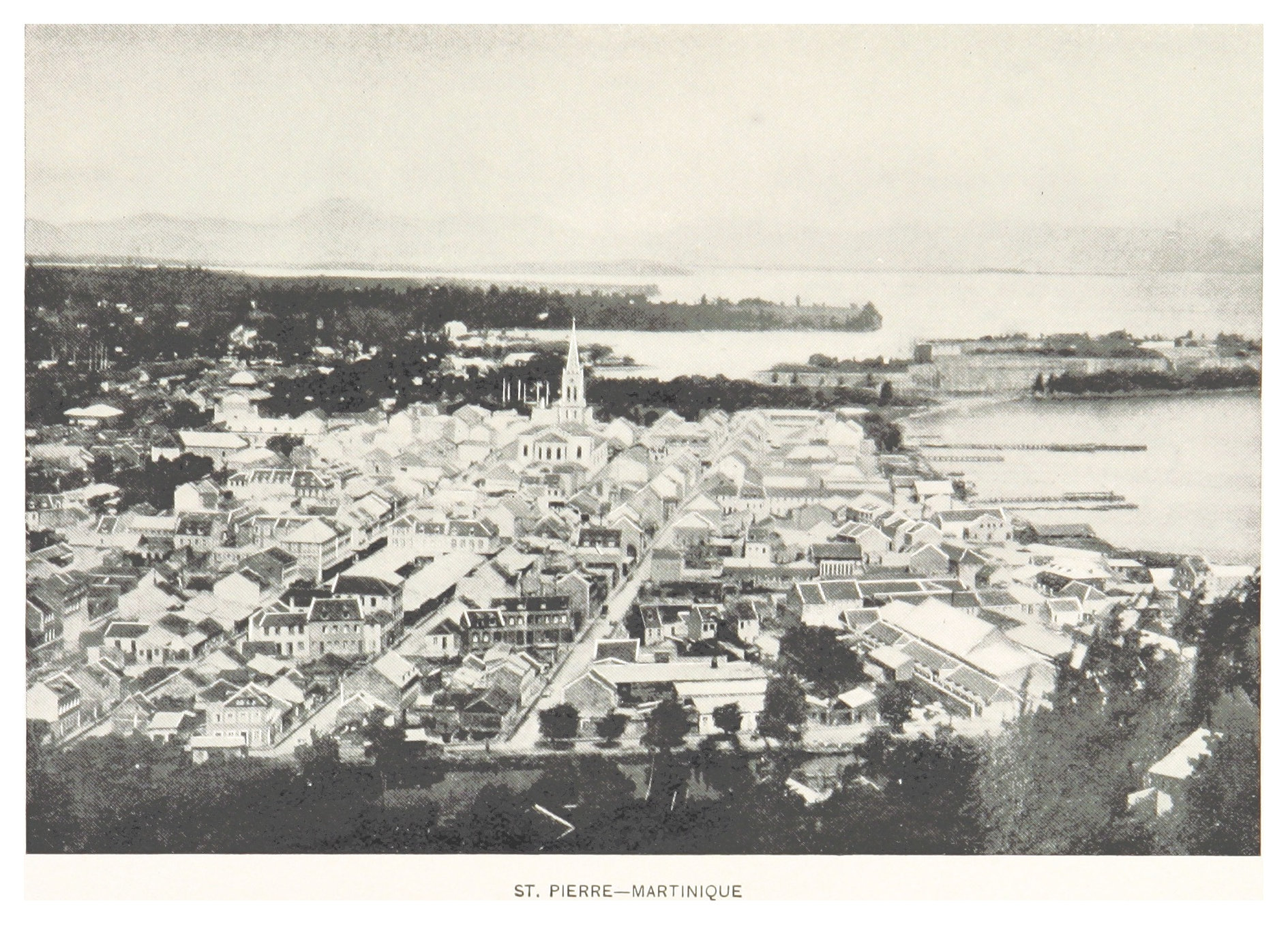
19世纪末的法兰西堡

法兰西堡所处的马提尼克岛最初于1635年被欧洲殖民者登陆。根据当地官方网站的论述，1637年，马提尼克第一任总督雅克·迪耶尔·迪帕尔凯提出“在（马提尼克）岛最大港湾处”（à l'entrée de la plus grande baie de l'Isle）修建城塞以抵抗敌人的入侵，其城址即位于今法兰西堡的镇中心。17世纪中期，来自英格兰、西班牙及荷兰的殖民者相继入侵马提尼克，致使该岛南部海湾及内陆地区长期缺乏治理，城市卫生问题突出，被称为“皇家死胡同”（Cul de Sac Royal）。1669年，路易十四任命让-夏尔·德巴斯为马提尼克总督，其海湾北侧原有的城塞被重建。在他和继任者的命令下，该要塞按照军事工程师沃邦的设计而建设。让-夏尔总督也开始在要塞附近建设城市，命名为罗亚尔堡（Fort-Royal）。1681年，罗亚尔堡成为整个法属西印度群岛的首府。但是在很长一段时间内，该城只是岛上的第二大城，逊于岛上最古老的城市——当时号称“加勒比海的巴黎”的圣皮埃尔。法国大革命时期以及拿破仑第一帝国期间，马提尼克两度被英格兰军队占领。1839年1月11日马提尼克地震对法兰西堡造成了严重破坏，使得当地多处房屋建筑倒塌，并致使全岛数千人遇难。1848年，在维克托·舍尔歇的支持下，马提尼克黑奴制度得以废除，此举促使法兰西堡城市得到进一步的发展。1861年，多名来自法兰西堡的居民参与法墨战争。1890年6月22日，一场大火烧毁了法兰西堡市区四分之三的街区，包括1600多座木屋、市场和圣路易大教堂被烧毁。1891年8月18日，法兰西堡遭遇飓风袭击，造成了大约四百人死亡。1902年5月2日，马提尼克发生火山喷发，原该岛第一大城市圣皮埃尔遭到重创，失去了几乎所有的人口。此后，圣皮埃尔无法再成为商业城市，其人口只能部分地缓慢恢复。来自岛上北部的居民大量涌入法兰西堡，繁荣了当地的港口业、商业和工业，使该城在经济上也迅速取代了圣皮埃尔的地位，成为马提尼克的最大城市。20世纪初，随着商业的发展，当地开始遭遇淡水资源缺乏的问题，一条连接法兰西堡市区的引水渠得以建成。与此同时，因卫生问题，法兰西堡周围的沼泽地为黄热病的来源；二战后，随着城市的发展，沼泽的积水已经被排干，为城市郊区的发展提供了空间。2020年5月22日，法兰西堡市中心的两处舍尔歇雕像被当地的极端民族主义者以“殖民者遗产”为由推倒。

## 地理

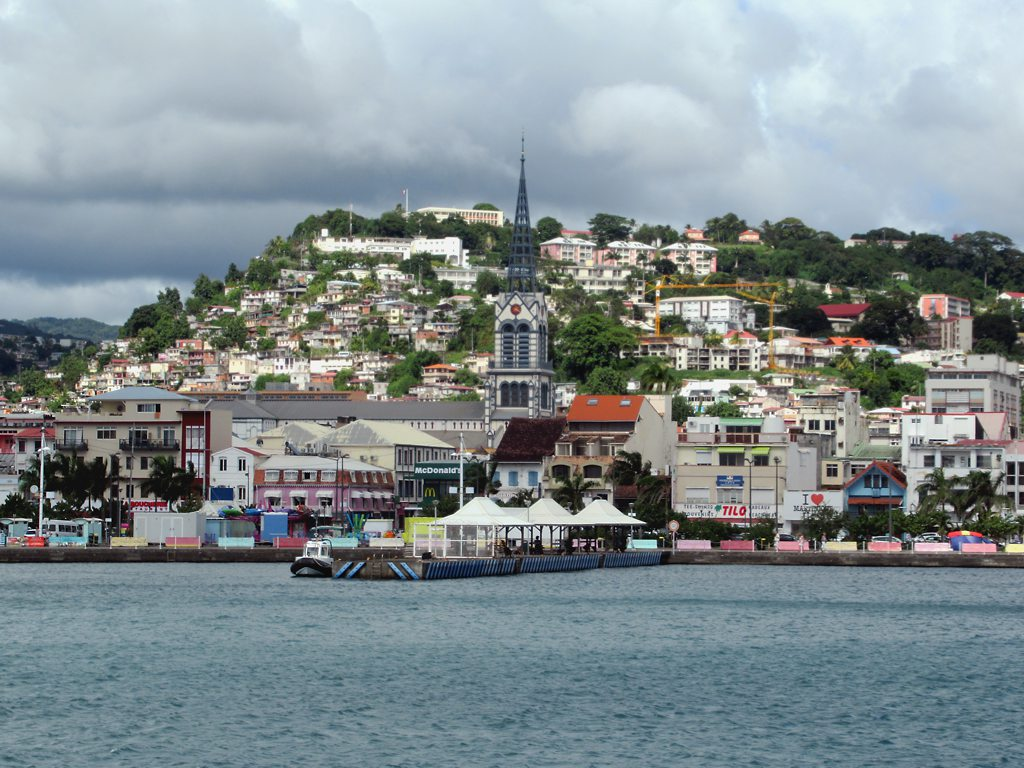
远眺法兰西堡市区

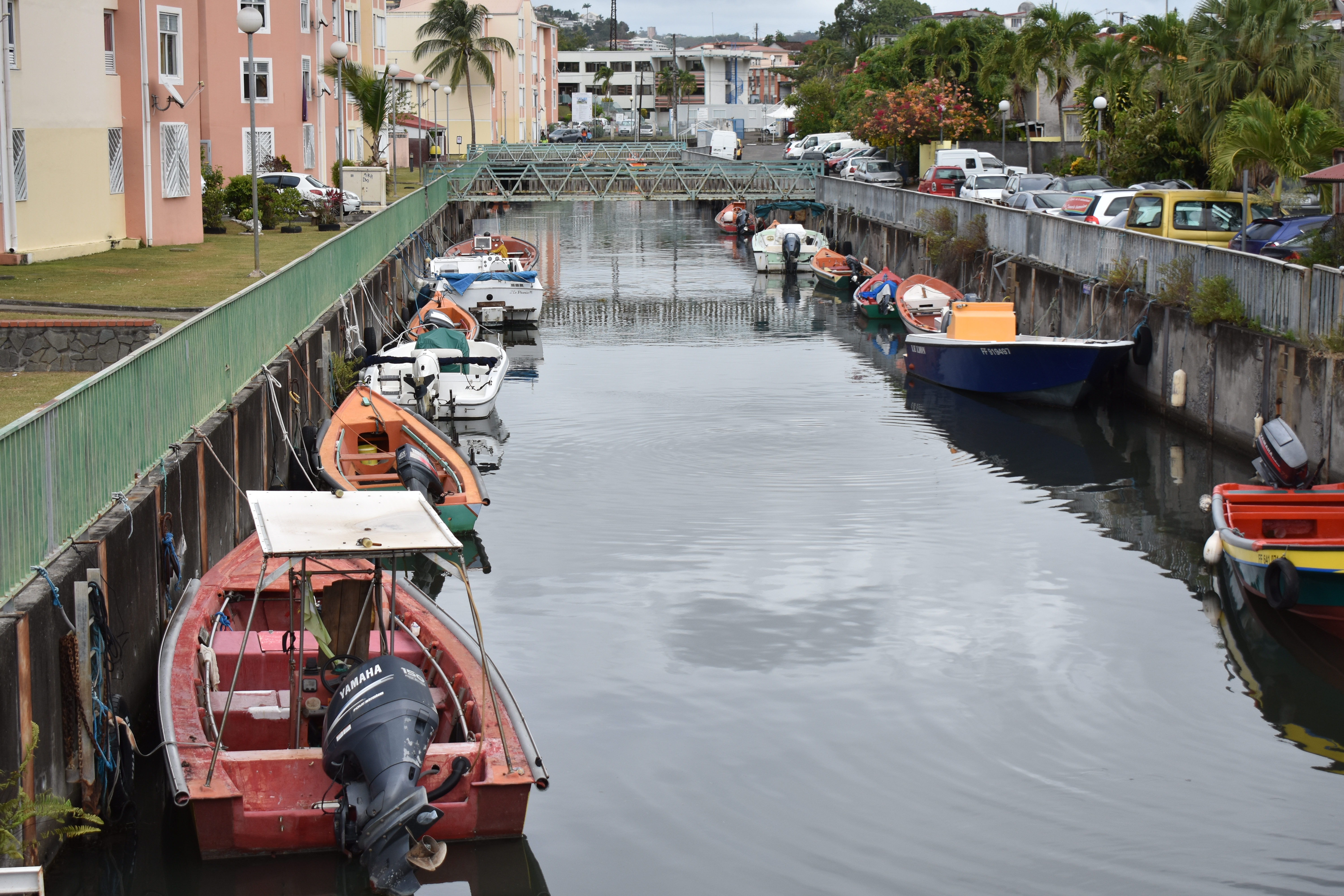
法兰西堡的一处内河港

法兰西堡位于法国海外省马提尼克岛西南部，距离法国首都巴黎的直线距离大约6,854公里。与法兰西堡接壤的市镇包括：丰圣但尼、勒拉芒坦、圣约瑟夫、舍尔歇。

### 地形
法兰西堡位于马提尼克岛西部的一处山前平原前方，临海部分地势平坦，市区北侧及东侧则多为山地，全境海拔在0到1,070米之间。

### 水文
女士河（Rivière Madame）和先生河（Rivière Monsieur）自北向南分布流经市区西部和东部，两河均独立注入加勒比海。

### 植被
法兰西堡属于热带雨林区，林地广泛分布于河流及山地地区。位于镇中心的艾梅·塞萨尔公园（Parc Culturel Aimé Césaire）是当地主要城市绿地公园。巴拉塔花园位于法兰西堡市区以北10公里处，是一座私有植物园，建于1982年，拥有三千多种热带植物。
在鲜花城市的评比中，法兰西堡被评为1星级城市。

### 气候
法兰西堡在柯本气候分类法中属于热带雨林气候，当地分为干湿两季，全年温差较小。
法兰西堡市区建有常年气象站，以下为该气象站的数据：
| 法兰西堡 1981年－2019年 | 法兰西堡 1981年－2019年 | 法兰西堡 1981年－2019年 | 法兰西堡 1981年－2019年 | 法兰西堡 1981年－2019年 | 法兰西堡 1981年－2019年 | 法兰西堡 1981年－2019年 | 法兰西堡 1981年－2019年 | 法兰西堡 1981年－2019年 | 法兰西堡 1981年－2019年 | 法兰西堡 1981年－2019年 | 法兰西堡 1981年－2019年 | 法兰西堡 1981年－2019年 | 法兰西堡 1981年－2019年 |
| 月份                    | 1月                     | 2月                     | 3月                     | 4月                     | 5月                     | 6月                     | 7月                     | 8月                     | 9月                     | 10月                    | 11月                    | 12月                    | 全年                    |
| ----------------------- | ----------------------- | ----------------------- | ----------------------- | ----------------------- | ----------------------- | ----------------------- | ----------------------- | ----------------------- | ----------------------- | ----------------------- | ----------------------- | ----------------------- | ----------------------- |
| 历史最高温 °C（°F）     | 31.5 (88.7)             | 32.1 (89.8)             | 33.6 (92.5)             | 33 (91)                 | 33.9 (93.0)             | 33.6 (92.5)             | 33.6 (92.5)             | 33 (91)                 | 33.8 (92.8)             | 33.2 (91.8)             | 32.1 (89.8)             | 31.3 (88.3)             | 33.9 (93.0)             |
| 平均高温 °C（°F）       | 27.5 (81.5)             | 27.8 (82.0)             | 28.5 (83.3)             | 29.4 (84.9)             | 29.8 (85.6)             | 29.5 (85.1)             | 29.5 (85.1)             | 30 (86)                 | 30.3 (86.5)             | 30 (86)                 | 29 (84)                 | 28.1 (82.6)             | 29.1 (84.4)             |
| 日均气温 °C（°F）       | 24.7 (76.5)             | 24.7 (76.5)             | 25.2 (77.4)             | 26.1 (79.0)             | 26.7 (80.1)             | 26.8 (80.2)             | 26.7 (80.1)             | 27 (81)                 | 27.2 (81.0)             | 26.9 (80.4)             | 26.2 (79.2)             | 25.3 (77.5)             | 26.1 (79.0)             |
| 平均低温 °C（°F）       | 21.9 (71.4)             | 21.7 (71.1)             | 22 (72)                 | 22.8 (73.0)             | 23.6 (74.5)             | 24 (75)                 | 23.9 (75.0)             | 24 (75)                 | 24 (75)                 | 23.8 (74.8)             | 23.4 (74.1)             | 22.6 (72.7)             | 23.1 (73.6)             |
| 历史最低温 °C（°F）     | 17.8 (64.0)             | 17.3 (63.1)             | 18.6 (65.5)             | 18.9 (66.0)             | 19.9 (67.8)             | 20 (68)                 | 18.4 (65.1)             | 19.5 (67.1)             | 17.9 (64.2)             | 20.2 (68.4)             | 19.7 (67.5)             | 17.4 (63.3)             | 17.3 (63.1)             |
| 平均降水量 mm（）       | 119.5 (4.70)            | 77.8 (3.06)             | 74.3 (2.93)             | 94 (3.7)                | 131.5 (5.18)            | 159.8 (6.29)            | 219.3 (8.63)            | 254.7 (10.03)           | 234.5 (9.23)            | 265.9 (10.47)           | 254.5 (10.02)           | 134.7 (5.30)            | 2,020.5 (79.55)         |
| 月均日照時數            | 204.2                   | 197.6                   | 222.1                   | 209.5                   | 207.5                   | 190.3                   | 201.5                   | 224.6                   | 205.3                   | 187.4                   | 183.2                   | 204                     | 2,437.2                 |
| 来源：infoclimat.fr     |                         |                         |                         |                         |                         |                         |                         |                         |                         |                         |                         |                         |                         |

## 行政区划
法兰西堡是法国海外省马提尼克的一个市镇，编号为97209。法兰西堡下属法兰西堡区，隶属于马提尼克省第三选区，管理法兰西堡第一、二、三、四、五、六、七、八、九和十县，同时也是马提尼克中心城市圈公共社区的办公驻地。
法兰西堡市镇被划为13个街区，其中10个街区实行街区自治制度。
法国国家统计与经济研究所（简称）在进行数据统计时，将法兰西堡及相邻的另外3个市镇设为法兰西堡城市核心区以及法兰西堡城市区。自2020年起，法兰西堡城市区被包含28个市镇的法兰西堡城市辐射区代替。此外，还将法兰西堡市镇分为了38个“块区”（IRIS），以便于统计人口分布情况。

## 交通

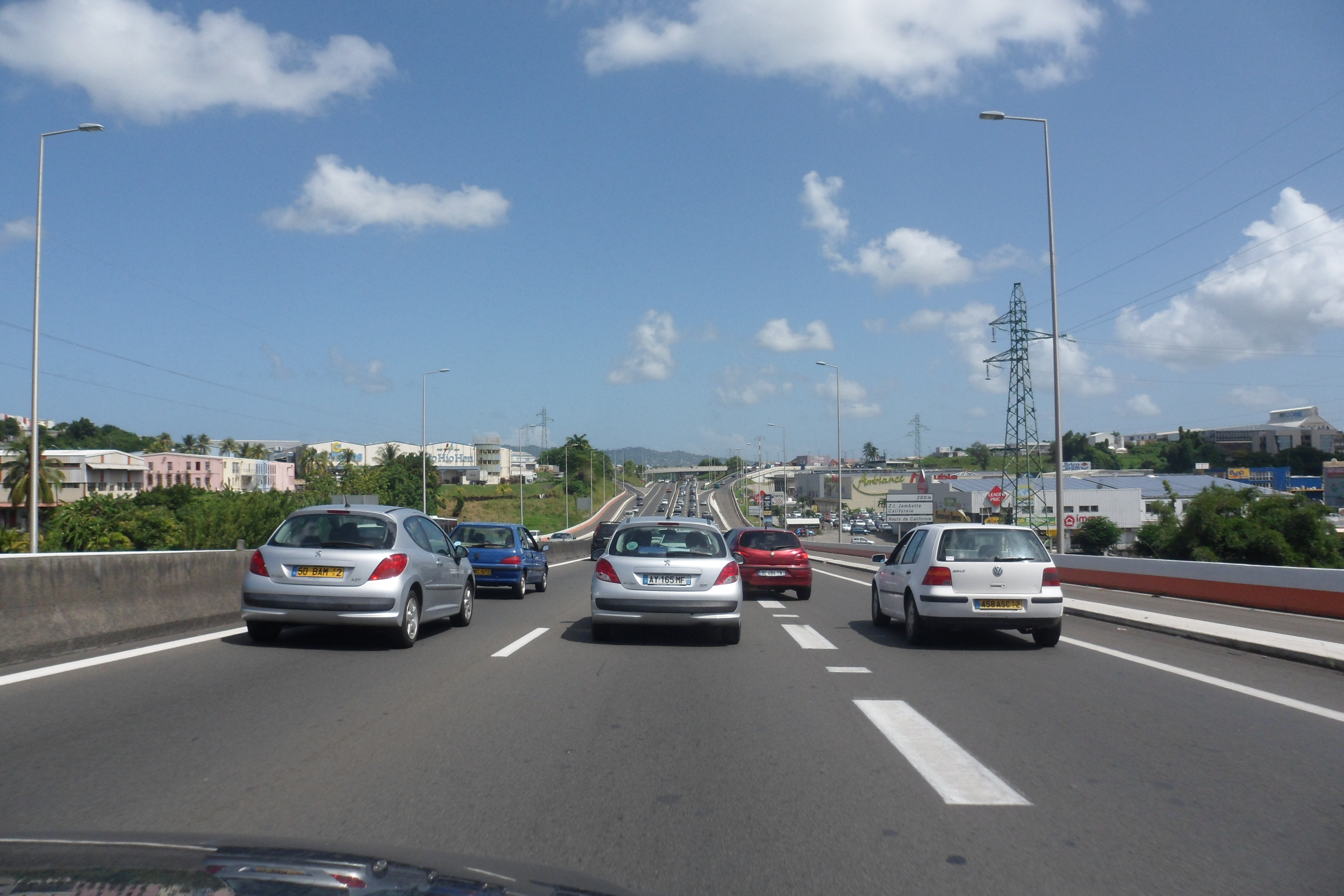
法兰西堡附近的A1高速公路

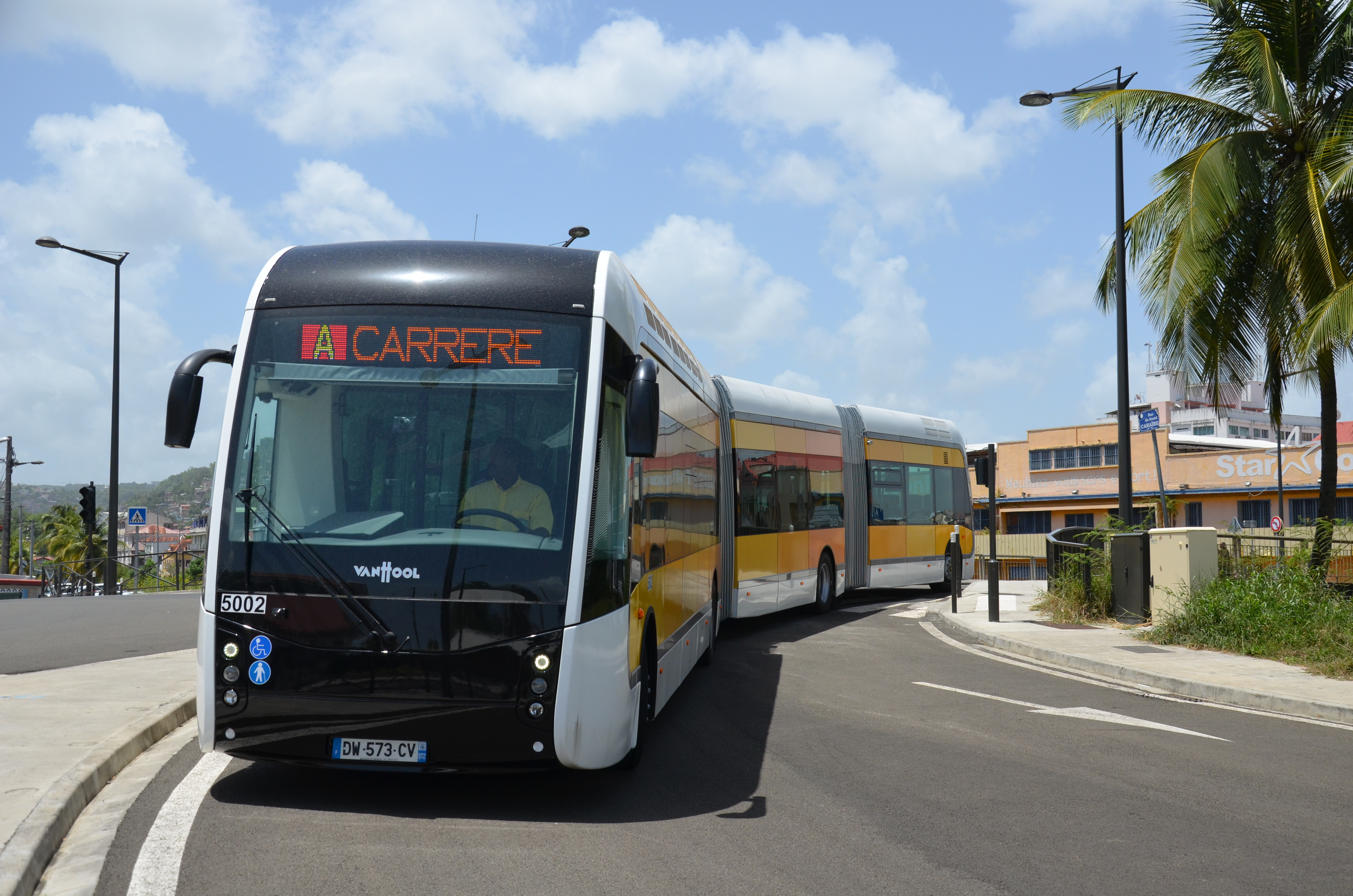
法兰西堡大容量公交A线

### 公路
多条马提尼克地方干线公路自法兰西堡市中心向东、北、东北三个方向放射状延伸。全长7公里的马提尼克A1高速公路连接法兰西堡与马丁尼克-亚米-凯萨国际机场，是纳入法国高速公路网中唯一一条在法国本土以外的公路。
2018年，54.2%的法兰西堡家庭拥有至少一辆私人汽车。2019年，法兰西堡境内共发生各类交通事故242起，造成2人遇难，209人受伤。

### 铁路
法兰西堡境内暂无铁路运输系统，亦无相关规划。

### 航空
马提尼克艾梅·塞泽尔国际机场位于法兰西堡市区东部约10公里处，该机场开行前往巴黎、南特、布鲁塞尔以及加勒比和中美洲各国主要城市的固定航线。2019年，该机场旅客吞吐量大约为1,975,325人。。

### 城市公共交通
法兰西堡城市公共交通（商业名称为“Mozaïk”）是当地的城市公共交通系统。该系统成立于2000年，截至2022年7月，该系统的两条大容量公共交通和三十余条公交线路经过法兰西堡市区。除了法兰西堡以外，其公交网络还服务另外三个马提尼克中心城市圈之中的市镇：勒拉芒坦、舍尔歇和圣约瑟夫。

### 港口
法兰西堡是马提尼克最重要的商业港口。该港由集装箱港、游船码头和其他分布在多个地点的码头组成。1964年以后，港口归马提尼克岛工商会管理。据2012年4月的数据显示，法兰西堡是法国的第七大集装箱港口，提供了大约有1000多个直接相关的就业岗位。

## 政治

### 市政内阁

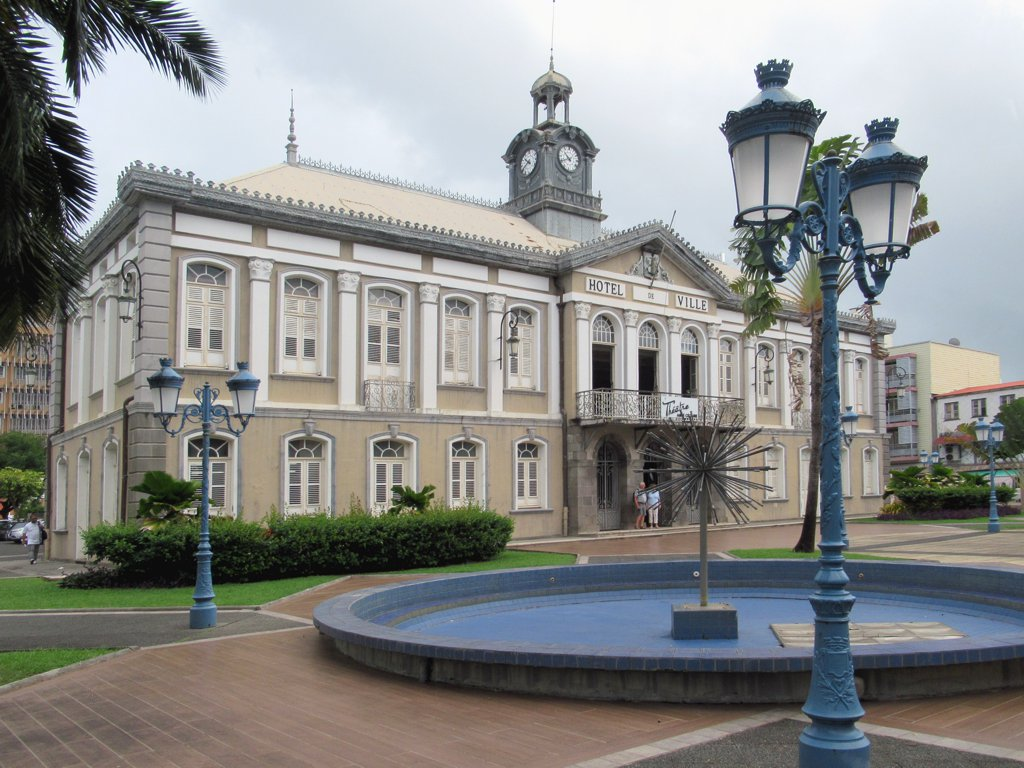
法兰西堡市政厅

法兰西堡的现任市长为迪迪埃·拉盖尔先生（Didier LAGUERRE），他是一名左翼无党派人士，在2020年的市政选举中获得了67.44%的支持率。
| 法兰西堡历届市长 | 法兰西堡历届市长                                  | 法兰西堡历届市长                 |
| 任期             | 市长                                              | 党派                             |
| ---------------- | ------------------------------------------------- | -------------------------------- |
| 1945年－2001年   | Aimé CÉSAIRE 艾梅·塞泽尔                          | PCF法国共产党 →PPM马提尼克进步党 |
| 2001年－2010年   | Serge LETCHIMY 塞尔日·莱奇米                      | PPM马提尼克进步党                |
| 2010年－2014年   | Raymond SAINT-LOUIS-AUGUSTIN 雷蒙·圣路易-奥古斯丁 | PPM马提尼克进步党                |
| 2014年－         | Didier LAGUERRE 迪迪埃·拉盖尔                     | DVG左翼无党派人士                |

### 各级选举
| 法兰西堡历届投票选举结果 | 法兰西堡历届投票选举结果 | 法兰西堡历届投票选举结果 | 法兰西堡历届投票选举结果 | 法兰西堡历届投票选举结果 | 法兰西堡历届投票选举结果 | 法兰西堡历届投票选举结果 | 法兰西堡历届投票选举结果 | 法兰西堡历届投票选举结果 | 法兰西堡历届投票选举结果 |
| 选举项目                 | 选举范围                 | 选区单位                 | 选区单位内的选举结果     | 选区单位内的选举结果     | 选区单位内的选举结果     | 选区单位内的选举结果     | 选区单位内的选举结果     | 选区单位内的选举结果     | 参考资料                 |
| 选举项目                 | 选举范围                 | 选区单位                 | 第一轮胜出者             | 第一轮胜出者             | 支持率                   | 第二轮胜出者             | 第二轮胜出者             | 支持率                   | 参考资料                 |
| ------------------------ | ------------------------ | ------------------------ | ------------------------ | ------------------------ | ------------------------ | ------------------------ | ------------------------ | ------------------------ | ------------------------ |
| 2017年法國總統選舉       | 法國                     | 市镇                     |                          | 让-吕克·梅朗雄           | 27.49%                   |                          | 埃马纽埃尔·马克龙        | 79.72%                   | [ 28 ]                   |
| 2017年法国立法选举       | 马提尼克省第三选区       | 市镇                     |                          | 塞尔日·莱奇米            | 60.17%                   |                          | 塞尔日·莱奇米            | 73.94%                   | [ 28 ]                   |
| 2019年欧洲议会选举       | 法國                     | 市镇                     |                          | 纳塔莉·卢瓦索            | 18.22%                   | （不适用）               | （不适用）               | （不适用）               | [ 30 ]                   |
| 2021年法国大区选举       |                          | 市镇                     |                          | 塞尔日·莱奇米            | 46.08%                   |                          | 塞尔日·莱奇米            | 51.87%                   | [ 31 ]                   |
| 2022年法国总统选举       | 法國                     | 市镇                     |                          | 让-吕克·梅朗雄           | 59.98%                   |                          | 埃马纽埃尔·马克龙        | 77.86%                   | [ 28 ]                   |
| 2022年法国立法选举       | 马提尼克省第三选区       | 市镇                     |                          | 贾哈尼·哈杰尔            | 37.03%                   |                          | 贾哈尼·哈杰尔            | 58.74%                   | [ 28 ]                   |

## 人口
2018年，法兰西堡市镇人口数量为78,126，在法国排名第60位。其中男性34,612人，女性43,514人，75岁及以上人口占8.9%，外籍人口数量为3,622人，人口密度为1,767人/平方公里，当地居民被称为（男性）或（女性）。2019年，法兰西堡境内出生935人，死亡人口897人。
| 法兰西堡1901年－2019年人口变化情况 |
|                                    |
| 数据来源：INSEE                    |

## 经济
法兰西堡是马提尼克的经济政治中心。截止2022年7月，法兰西堡市镇范围内共有各类用人单位（包含自雇）36,703家，平均历史为11年，其中99.17%为中小型企业（PME），2022年5月至7月间，当地的经济活力指数为0.71%。（药品）、（公路建设）及（商务）是当地2021年营业额最高的三个企业，分别为192,388,429欧元、27,974,916欧元和23,160,892欧元。

## 财政与居民收入
2020年，法兰西堡的财政收入总额为161,020,000欧元，财政支出总额为153,507,000欧元，当年的债务总额为229,257,000欧元。2021年，法兰西堡共获得22,800,646欧元的国家财政补助，比上一年增加了1.6%。
2019年，法兰西堡的人均月收入总额为2,243欧元，其中高级职员为4,273欧元，高于法国平均水平（4,230欧元）；中级职员为2,490欧元，高于法国平均水平（2,411欧元）；普通职员为1,811欧元，亦高于法国平均水平（1,740欧元）。
2018年，法兰西堡境内的青壮年（15至64岁）失业率为11.5%，当地36.3%的家庭拥有纳税资格，平均纳税2,818欧元，低于法国平均水平（3,910欧元）。

## 社会事务

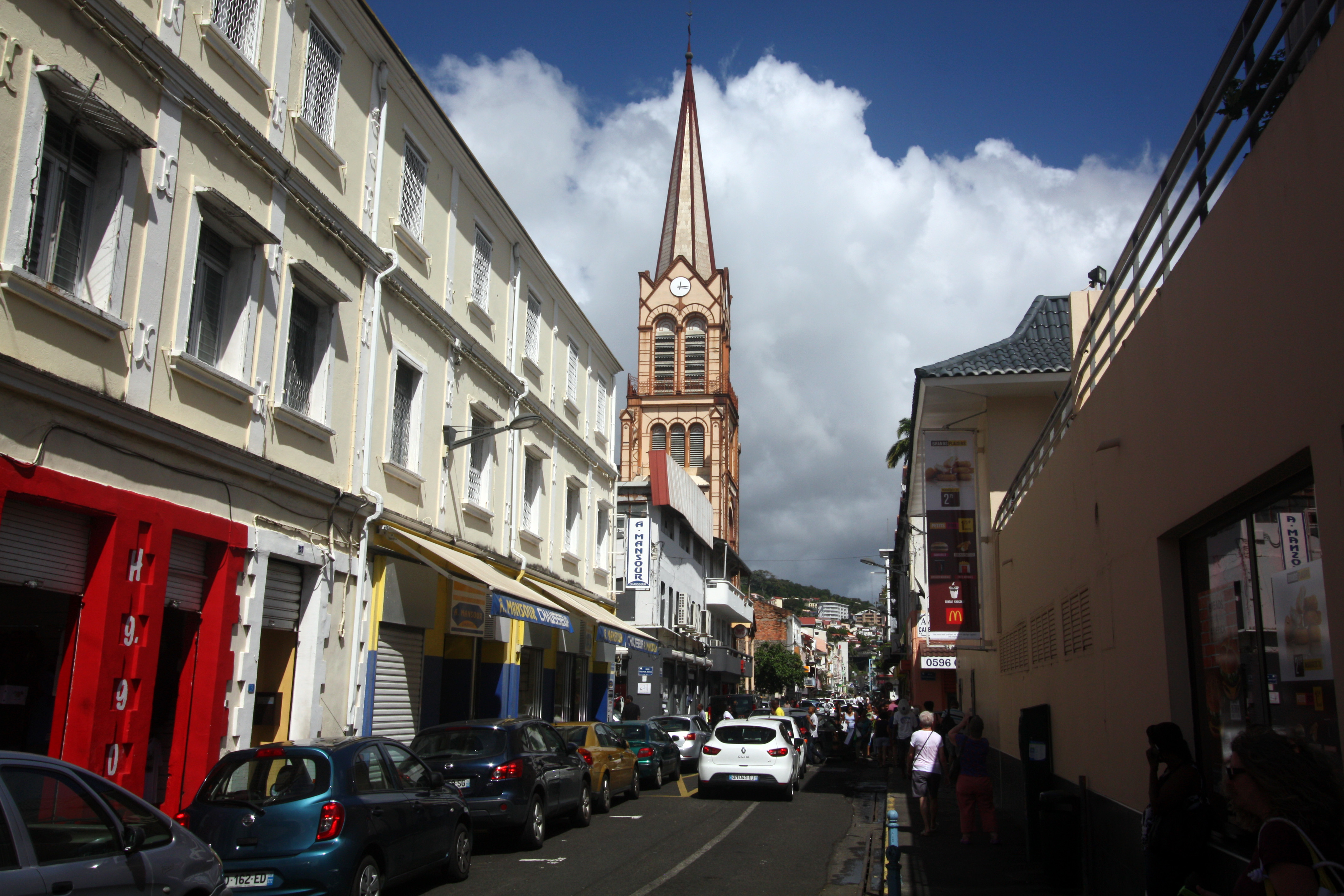
法兰西堡镇中心

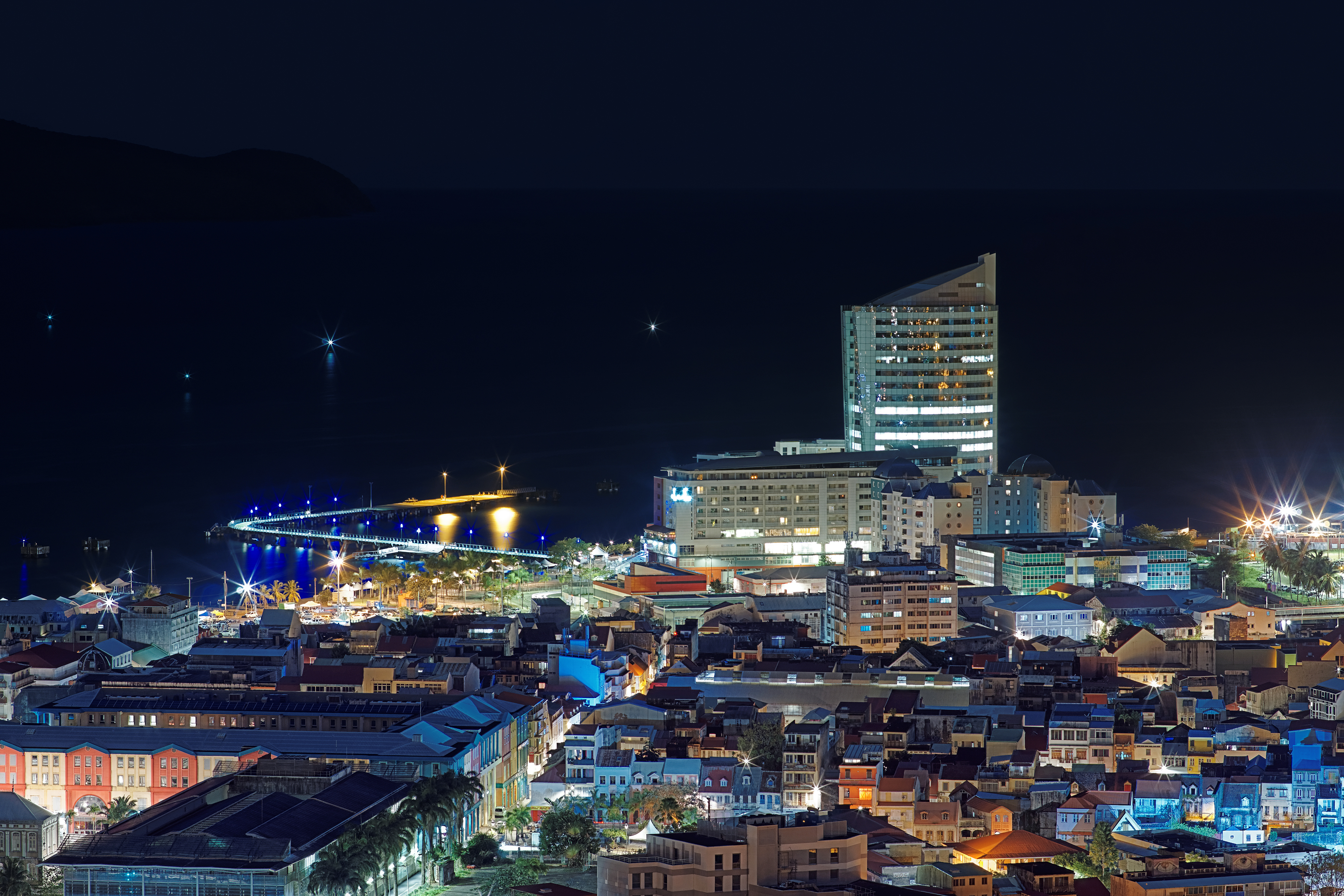
法兰西堡夜景

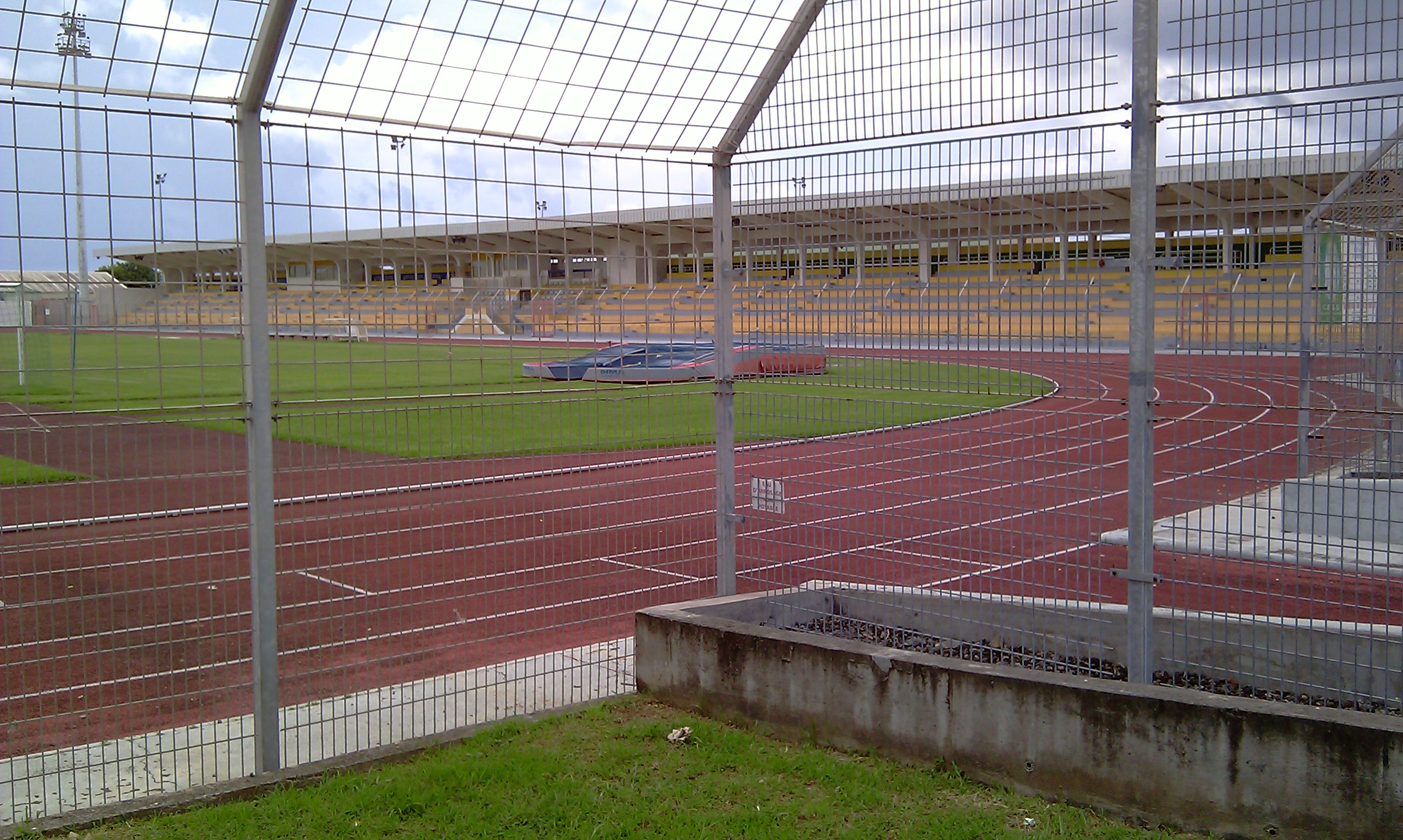
路易·阿基耶球场

### 教育
法兰西堡属于马提尼克学区。截止2020年1月1日，法兰西堡境内共有20所幼儿园、39所小学、14所初级中学、7所普通高中、6所职业高中和1所农业高中。2018至2019学年度，法兰西堡境内共有在校中等教育阶段学生12,289名。
在高等教育方面，安的列斯大学在法兰西堡设有一所医学院和一所大学技术学院。

### 医疗
截止2020年1月1日，法兰西堡境内共有全科医生97名、保健师120名、牙医62名、护士207名、耳科医生2名、眼科医生16名、皮肤科医生7名、助产士12名、儿科医生4名和妇科医生11名。境内共有药房10家、养老院4家、残疾人帮扶中心3家。
法兰西堡中心医院（Centre Hospitalier de Fort-de-France）是法国的一个区域性医疗机构，其主病区“皮埃尔·佐布达-基特曼医院”（Hôpital Pierre Zobda-Quitman）位于法兰西堡市区东北部，设有床位803个，是当地规模最大的公立综合性医院。

### 住房
2018年，法兰西堡境内共有各类住房46,976套，其中43.7%为独立式居民区，55.9%为集中式居民区。常住房屋占法兰西堡市镇范围内居民建筑总量的80.1%。
在住房保障政策方面，2020年，法兰西堡境内共有25,133户家庭获得了住房经济补助，受益人数占总人口数量的32.2%，其中11,677份为房租补助。

### 商业
2020年，法兰西堡境内共有各类实体商铺1,144家，其中餐厅664家、大型超市15家、杂货店124家、面包房89家、肉铺23家、书店5家、装饰品店32家、银行门店41家、美容美发店212家、汽车维修店235家。市中心建有一家家乐福便民店；市区东北部则有迪永商业中心（Dillon），其主体建筑为家乐福大型购物超市。

### 体育
2019年，法兰西堡境内共有3家游泳池、6间体育馆、6座综合体育场、12处网球场、1处马术场、22处足球或橄榄球场以及4处篮球或排球球场。
截至2022年7月，法兰西堡境内共有26家注册足球俱乐部，其中法兰西堡金星（编号513597）是当地的代表性足球队，2022至2023赛季参加马提尼克足球联赛，其主场为皮埃尔·阿利凯尔球场，可同时容纳1.6万名观众。

### 环境
法兰西堡的环境事务由其所属的马提尼克中心城市圈公共社区联合各级政府协调负责。2019年，法兰西堡境内共有10家污染企业。

### 治安
2019年，法兰西堡市镇范围内共有1处派出所。
法兰西堡国家宪兵队（zone gendarmerie de Fort-de-France）的管辖范围包含共10个市镇。2020年，该宪兵队累计记录各类案件4,384起，其中盗窃类案件2,089起，经济类案件374起，毒品交易类案件149起。

## 文化
2020年，法兰西堡境内共有2家剧场、1家电影院和4家音乐厅。法兰西堡市政府提供多媒体中心，每周一至六向公众开放。

### 建筑
法兰西堡境内有多处历史建筑，圣路易城塞始建于1637年，是法兰西堡历史最久远的建筑物之一，除了海军基地所占据的部分限制进入以外，该城塞向所有游客开放；德赛城堡建于1768至1772年间，其主体位于海拔146米的加尔尼耶山岭（Morne Garnier）的山上，由此能够俯瞰当时的罗亚尔堡全城，它是保护法兰西堡的四座要塞之一；圣路易教堂是当地的地标性建筑物，为了使该建筑能在地震、火灾、飓风等灾害前屹立不倒，这座建筑没有使用任何木材。此外当地的法国国家文物保护单位还有巴拉塔圣心教堂、舍尔歇图书馆等。

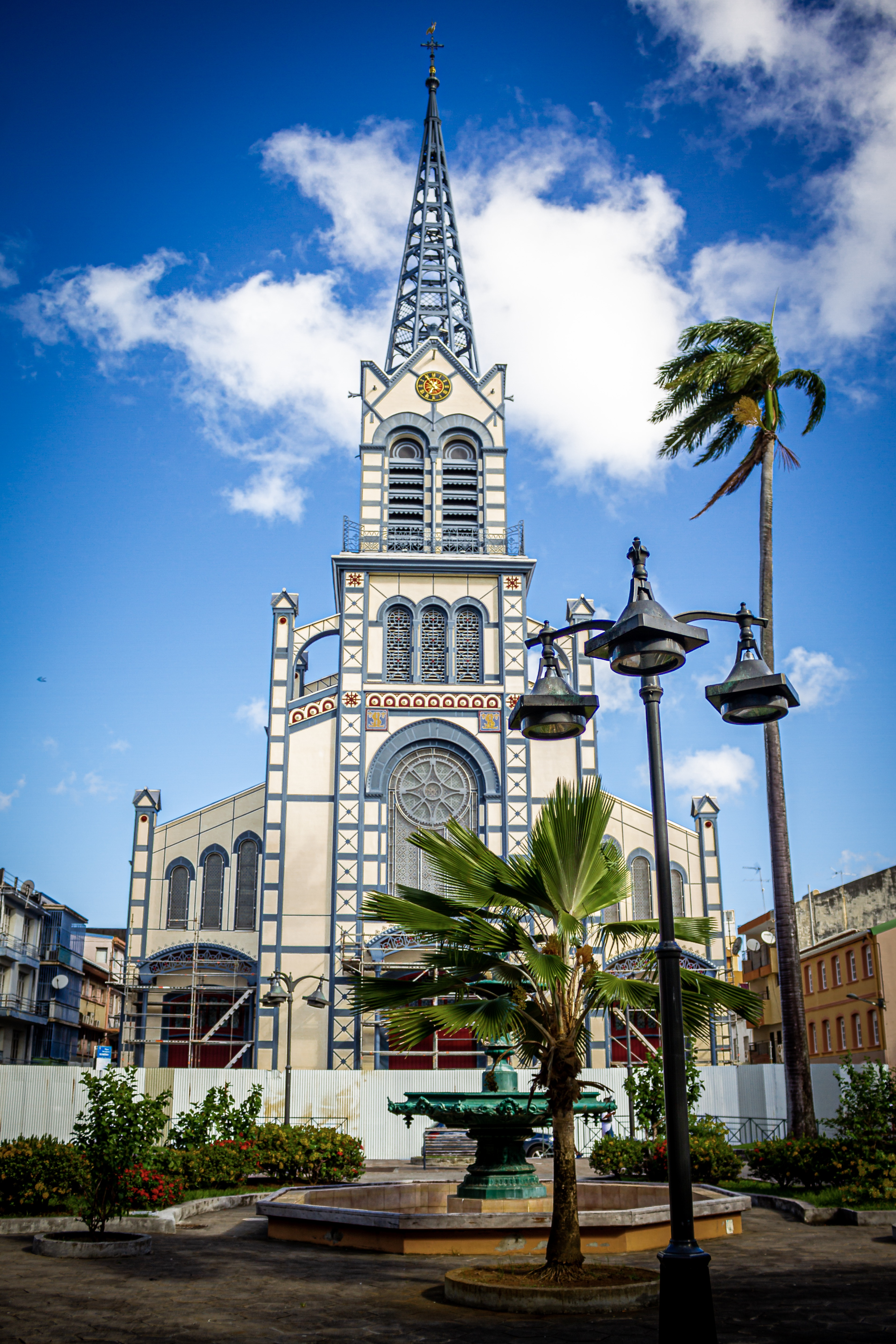
圣路易教堂（法语：Cathédrale Saint-Louis de Fort-de-France）
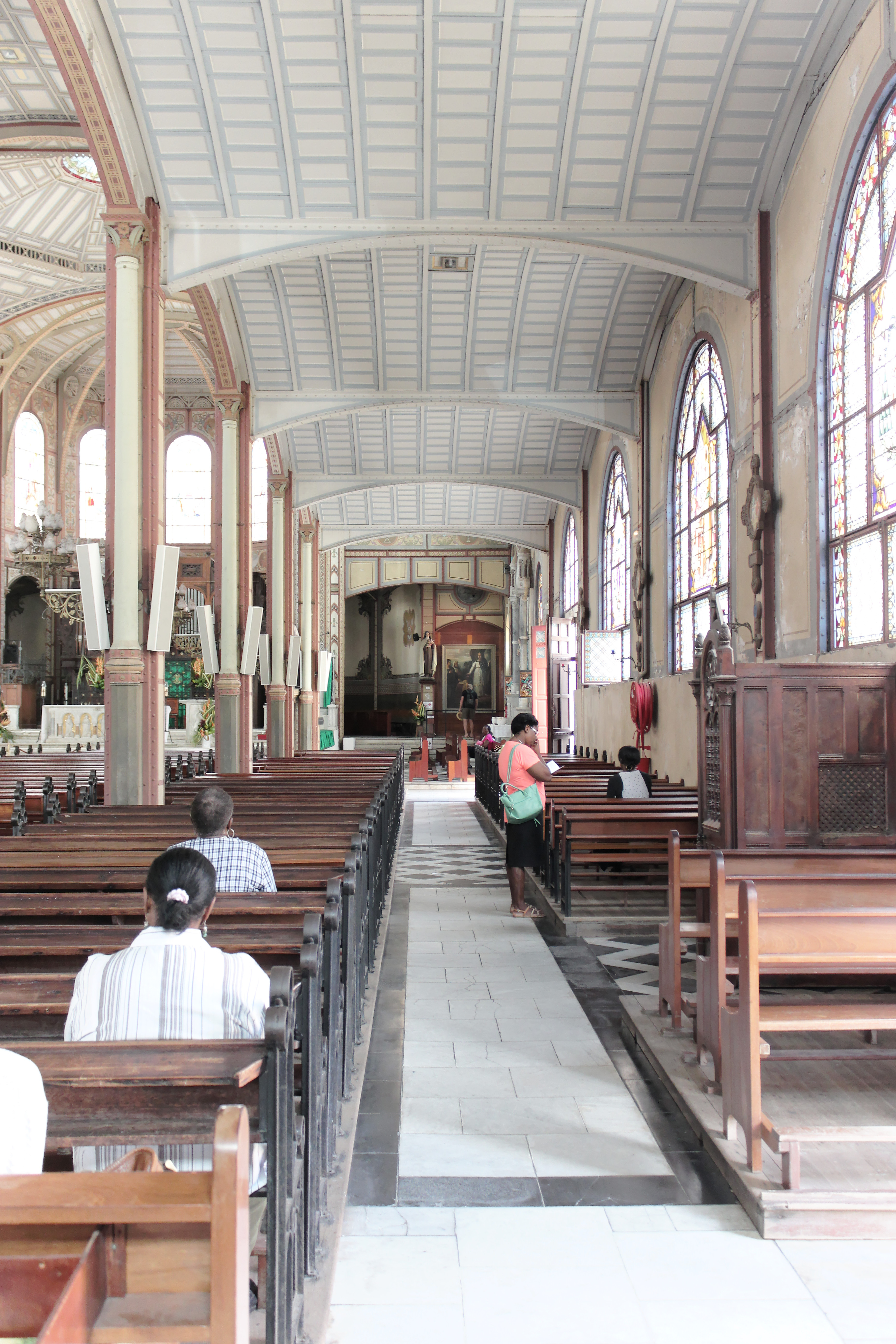
教堂大厅
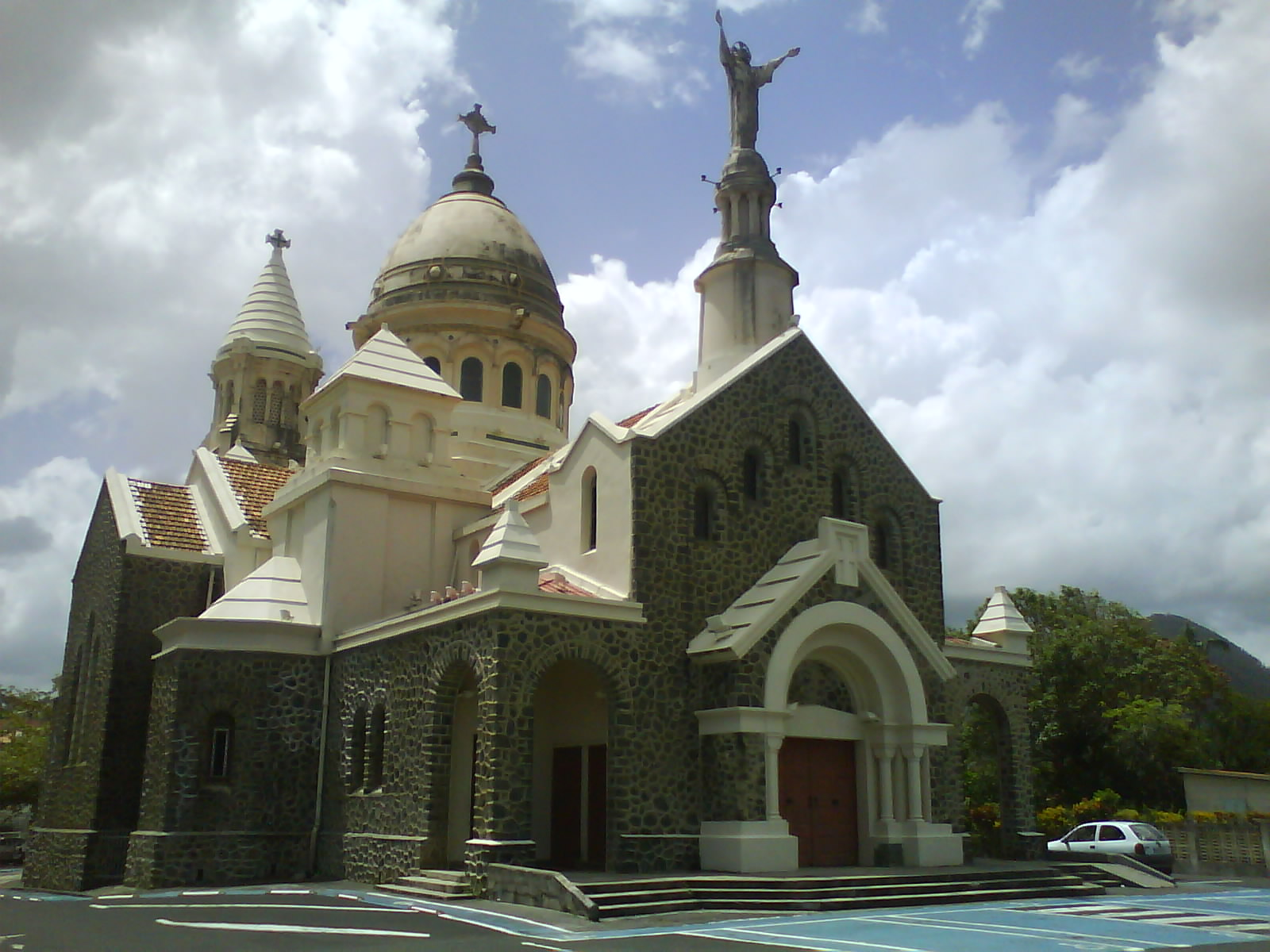
巴拉塔圣心教堂（法语：Église du Sacré-Cœur de Balata）
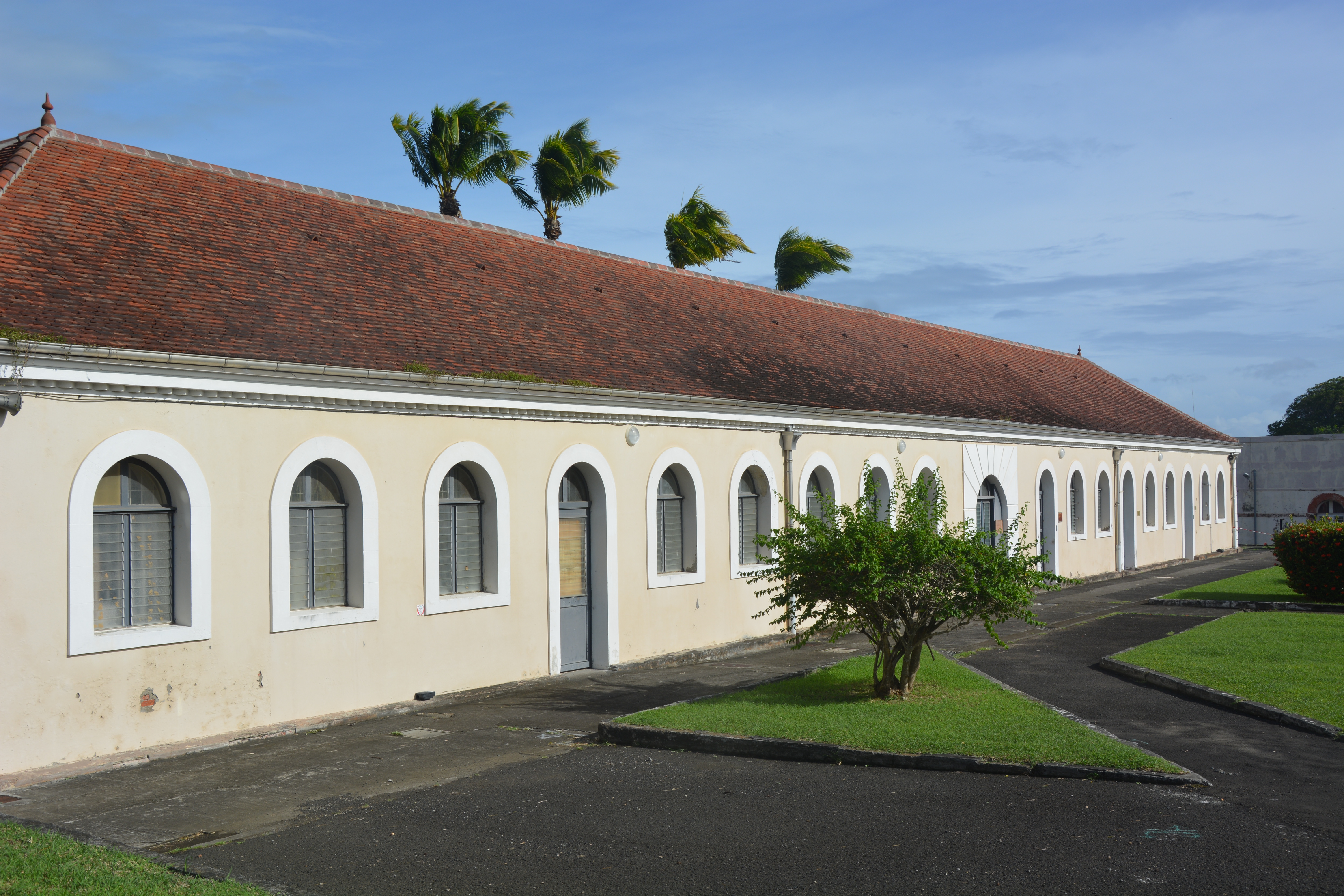
圣路易城塞（法语：Fort Saint-Louis (Martinique)）
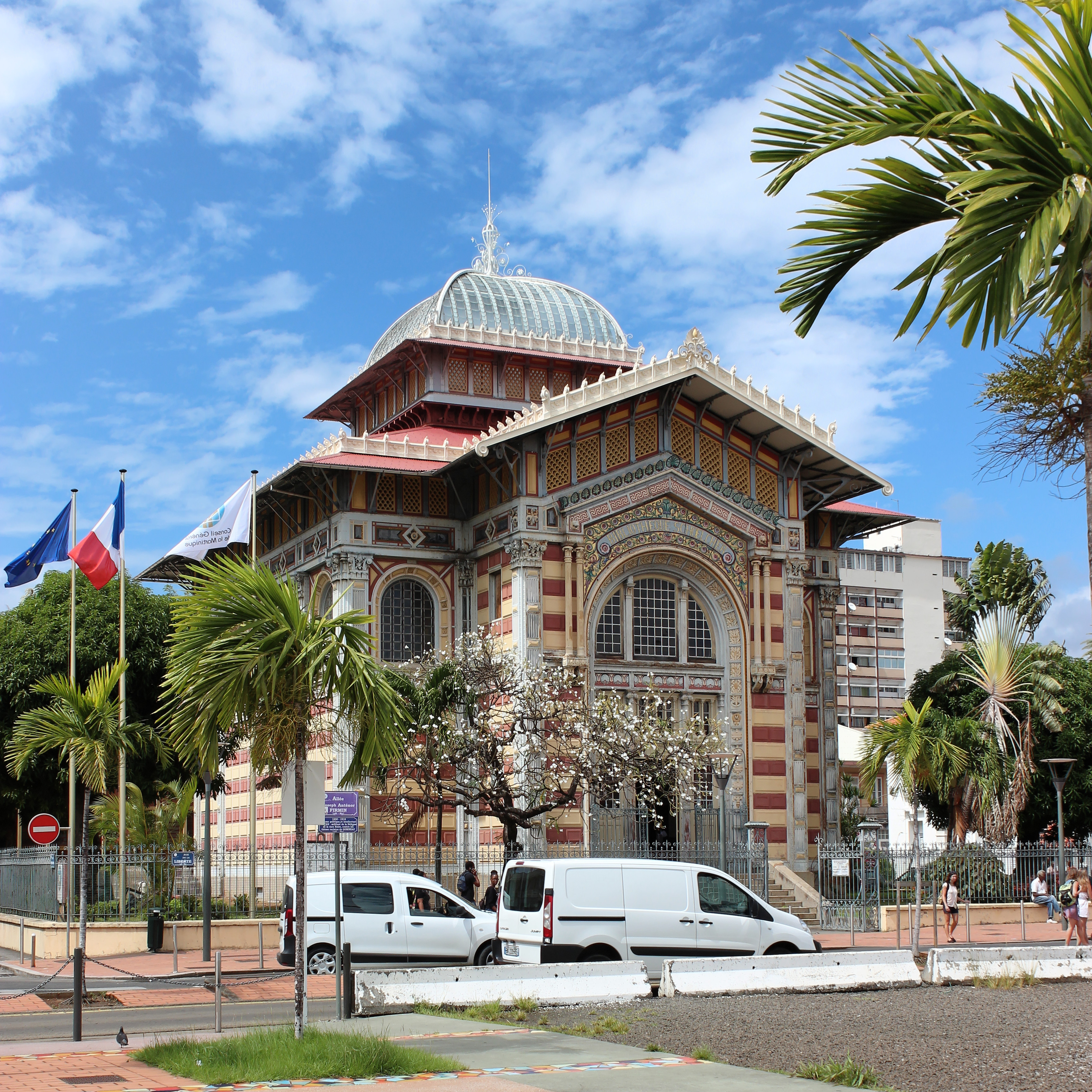
舍尔歇图书馆（法语：Bibliothèque Schœlcher）
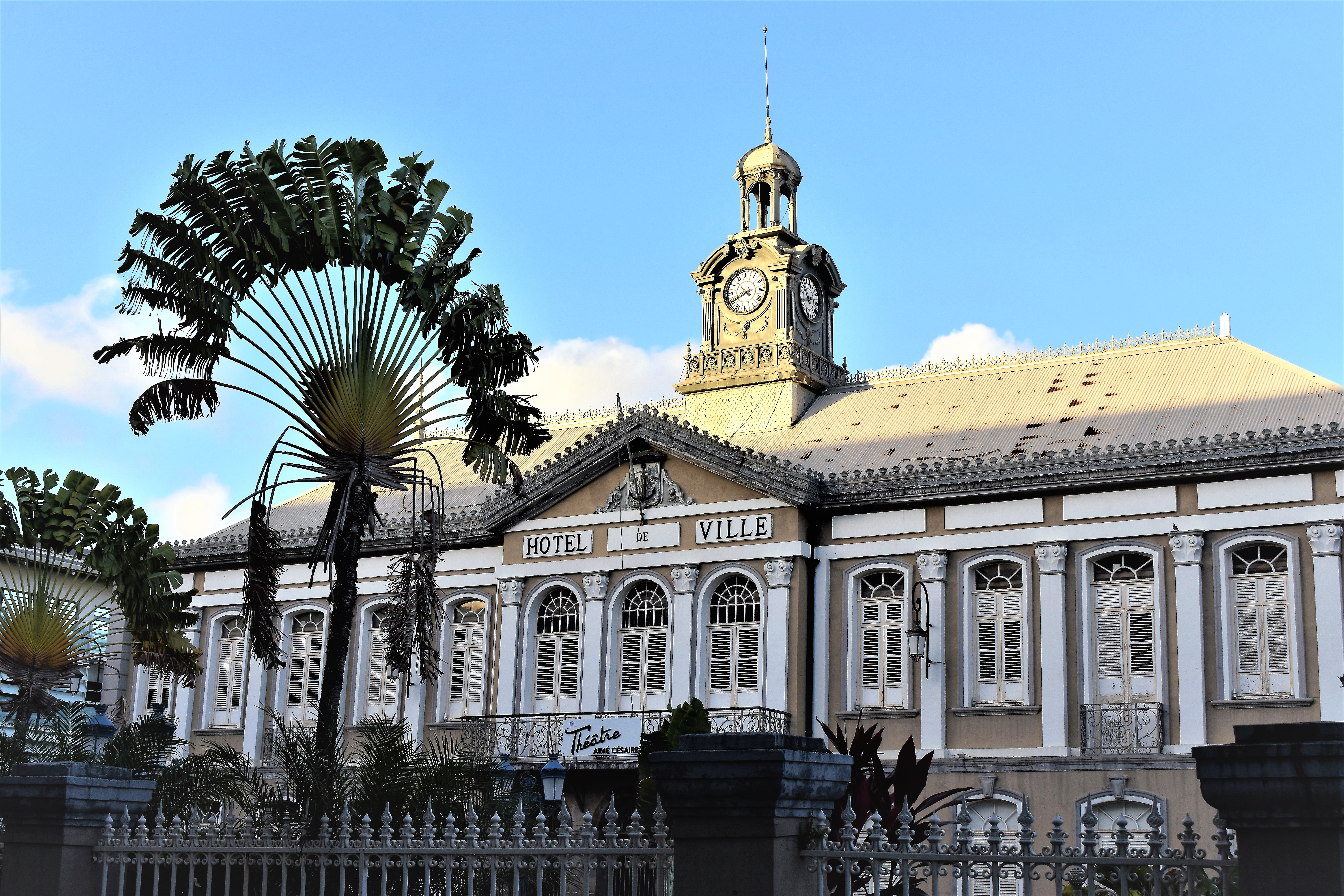
市政剧场
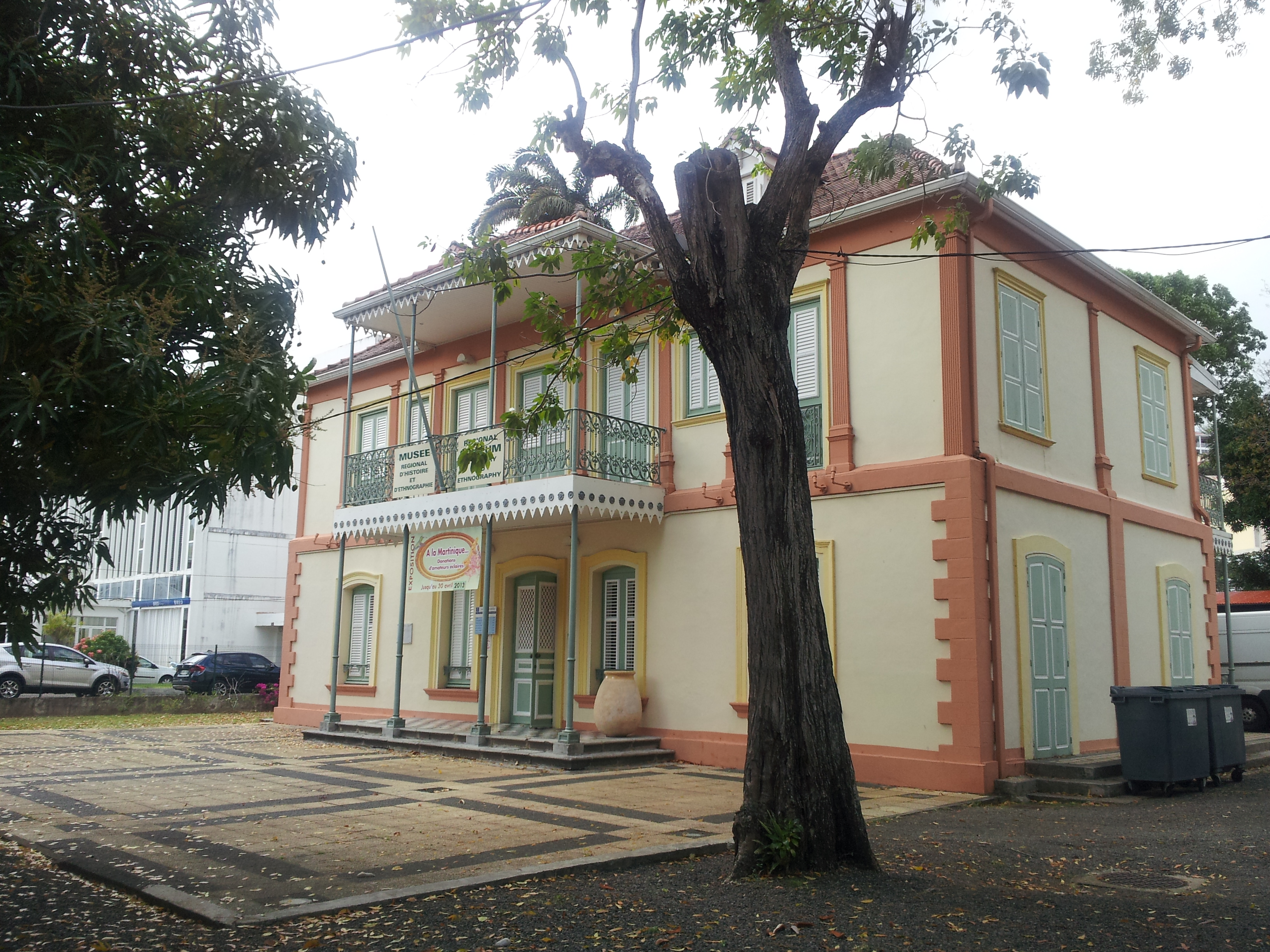
马提尼克地方历史博物馆（法语：Musée régional d'histoire et d'ethnographie de Martinique）
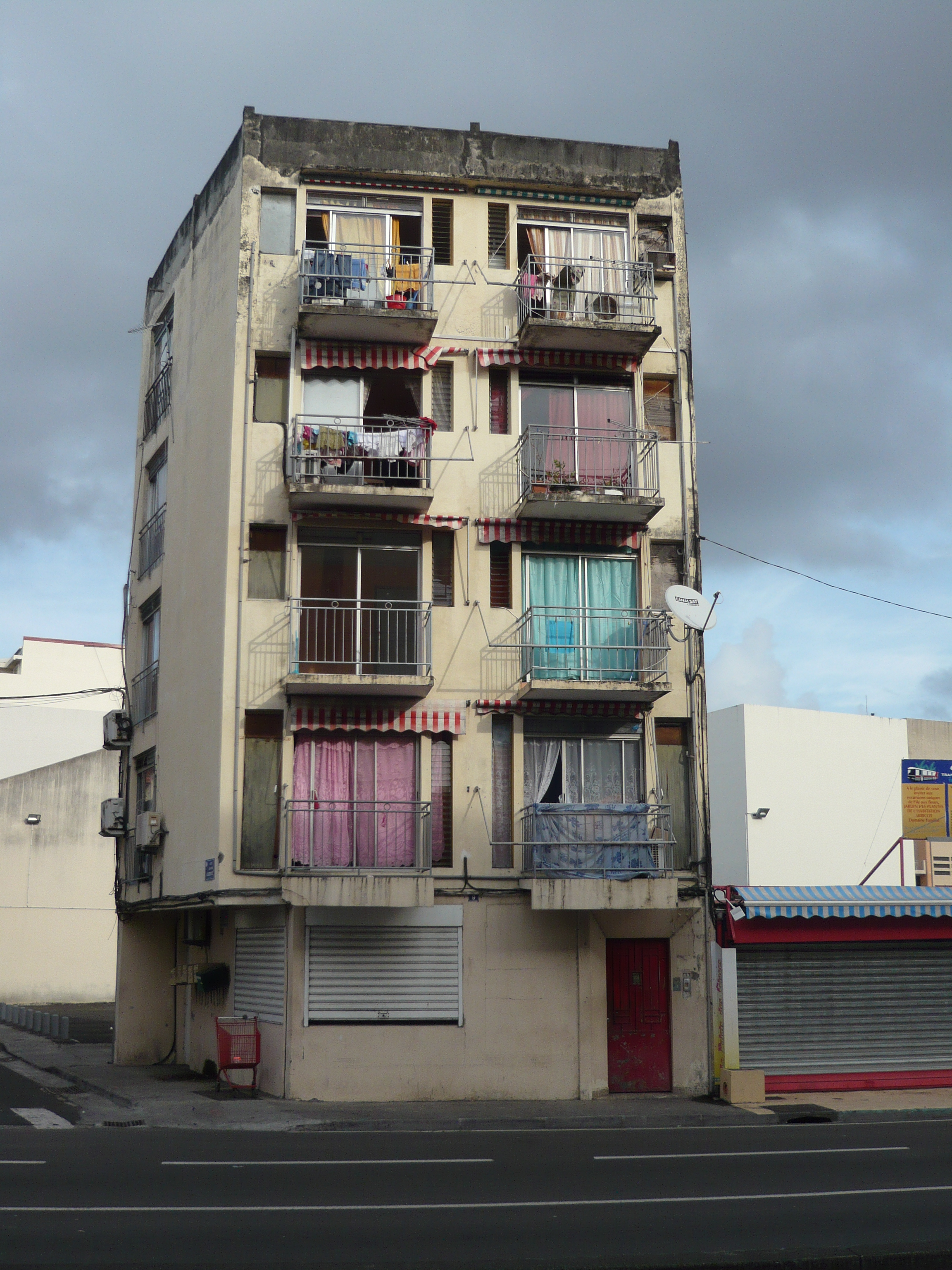
一处公寓

### 旅游
法兰西堡的旅游事务由各级政府协调负责。2021年，法兰西堡境内共有7家酒店共计431间房间。

### 媒体
法国主要的媒体均可在法兰西堡接收，法国电视一台下属的马提尼克第一电视台主要播出法兰西堡所属区域的地方新闻。《法兰西-安地列斯报》、KMT电视台、NRJ安地列斯广播、加勒比国际广播等是当地主要的地方性媒体。

## 友好城市
截至2022年7月，法兰西堡共与一座城市互为友好城市关系：
- 巴西 贝伦